# A hóember és a hókutya
A hóember és a hókutya (eredeti cím: The Snowman and the Snowdog) 2012-ben bemutatott brit televíziós 2D-s számítógépes animációs fantasy film, amelyet Hilary Audus rendezett. 
Az Egyesült Királyságban 2012. december 24-én mutatták be a Channel 4-en. Magyarországon 2014. december 24-én a Nickelodeon mutatta be.

## Szereplők
| Szereplő | Leírás |
| -------- | ------ |
| Kisfiú   |        |
| Hóember  |        |
| Hókutya  |        |

## Gyártás
A gyártás két évig tartott, az elkészítése 2 millió fontba került, és az eredeti filmhez hasonlóan több mint 200 000 kézzel rajzolt képből készült. Míg a filmet elsősorban kézzel rajzolták, a hulló havat és fényhatásokat CGI-val adták hozzá.
A zeneszerzői Andy Burrows és Ilan Eshkeri.